# Henriette Gottlieb
Henriette Gottlieb, verheiratete Henriette Huth, (* 1. Juni 1884 in Berlin; † 2. Januar 1942 im Ghetto Litzmannstadt) war eine deutsche Opernsängerin (Sopran).

## Leben
Henriette Gottlieb wurde 1884 als Jette Gottlieb im Berliner Scheunenviertel geboren. Sie stammte aus einer jüdischen Familie, ihr Vater war der Schumacher und Händler Leiser Jakob Gottlieb (* 1849 Russland; † 1888 Berlin), ihre Mutter Schaina Perla Gottlieb, geb. Gotliber (* 1845; † 1925 Braunschweig).
Ihre Ausbildung begann sie im September 1899 am Stern’schen Konservatorium zunächst im Fach Klavier. Ihre Sängerkarriere begann Henriette Gottlieb um 1905 als Konzertsängerin, ihr erstes Engagement hatte sie von 1910 bis 1912 am Stadttheater Plauen. Von 1912 bis 1933 war sie durchgehend am Deutschen Opernhaus Charlottenburg (Name ab 1925: Städtische Oper Berlin) verpflichtet.
Im Jahr 1918 sang sie die Marion in der Berliner Premiere von d’Alberts Liebesketten und nahm an der Uraufführung der Oper Die Hügelmühle von Friedrich Ernst Koch teil, 1923 sang sie in der Uraufführung der Oper Holofernes von E.N. von Reznicek. Gottlieb wurde vor allem als Wagner-Interpretin bekannt und sang alle großen Sopranrollen wie die Brünnhilde im Ring des Nibelungen, Ortrud im Lohengrin, Venus im Tannhäuser und Kundry im Parsifal. Sie sang aber auch Partien wie die Leonore im Fidelio, die Königin der Erdgeister in Hans Heiling von Marschner, die Rachel in Halévys La juive, die Aida, Santuzza in Cavalleria rusticana, die Knusperhexe in Hänsel und Gretel, die Rezia in Oberon und die Ciesca in Gianni Schicchi von Puccini. 

Bei den Bayreuther Festspielen war sie als dritte Norn (1927, 1928), Ortlinde (1927) und Gerhilde (1928, 1930) eingesetzt, der Antisemitismus auf dem Grünen Hügel verhinderte größere Rollen und ein weiteres Engagement. Bei einem Gastspiel am Théâtre des Champs-Élysées in Paris im Juni 1929 unter Franz von Hoesslin sang sie die Gerhilde in der Walküre, übernahm aber bei den anschließenden Schallplattenaufnahmen bei Pathé die Partie der Brünnhilde, da die Sängerin dieser Partie, Nanny Larsén-Todsen, vertraglich an eine andere Firma gebunden war. 
1929 heiratete sie in Berlin den Alteisenhändler Carl (Karl) Huth (* 3. Juli 1882 Glatz; † 3. Mai 1942, Ghetto Litzmannstadt).
Als Jüdin konnte Henriette Gottlieb nach der Machtübergabe an die Nationalsozialisten in Deutschland nicht mehr öffentlich auftreten und verlor ihre Existenzgrundlage: im Mai 1933 wurde sie nach 21 Jahren Ensemble-Zugehörigkeit von der Städtischen Oper entlassen. Nach längerem Rechtsstreit erhielt sie ab März 1935 von ihrem früheren Arbeitgeber eine reduzierte Rente. Als letzter Auftritt ist ein Konzert des Jüdischen Kulturbundes nachgewiesen: am 27. Februar 1941 sangen Henriette Huth und Adelheid Müller die Soli in einer Aufführung der Zweiten Sinfonie von Gustav Mahler (Dirigent: Rudolf Schwarz). Am 24. Oktober 1941 wurden sie und ihr Mann mit dem zweiten Transport der Berliner Juden in das Ghetto Litzmannstadt im besetzten Polen deportiert und kamen dort unter den unmenschlichen Bedingungen um. Henriette Gottlieb starb, angeblich an Herzkreislaufschwäche, im Krankenhaus des Ghettos.
Ab 1914 lebte Henriette Gottlieb am Kaiserdamm 84 in Berlin-Westend. Seit Oktober 2015 erinnern zwei Stolpersteine vor dem Wohnhaus an das Ehepaar Huth.

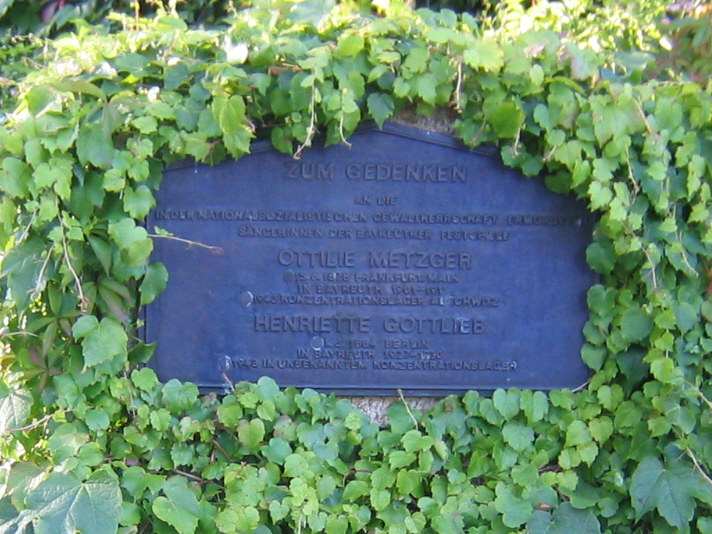
Erinnerungstafel an Henriette Gottlieb und Ottilie Metzger im Festspielpark Bayreuth.

## Tondokumente
1913 nahm Gottlieb zwei Szenen aus der Oper Die Jüdin für das Label Grammophon auf (zusammen mit Heinz Arensen und Paul Hansen; Katalog-/Bestellnummer 044245/4, 65257). Im Sommer 1927 war sie eine der 8 Walküren als die Columbia Graphophone Company im Bayreuther Festspielhaus Szenen aus dem Ring des Nibelungen aufnahm (Dirigent: Franz von Hoeßlin, Columbia 12525). Anfang 1929 sang sie die Ortrud in einer Kurzfassung der Oper Lohengrin (mit Fritz Wolff und Beata Malkin, Dirigent: Hermann Weigert, Grammophon 95238–95241). In den im Juni 1929 aufgezeichneten Auszügen aus dem Ring unter Hoeßlin hören wir sie als Brünnhilde in zwei Szenen aus der Walküre (mit Ludwig Weber, Pathé 7200/7202), dem Schlussduett aus Siegfried (mit Walter Kirchhoff 7107/08) und in Brünnhildens Schlussgesang aus der Götterdämmerung (7214/15). Im Dezember 1932 wurden schließlich zwei Quartette aus Fidelio aufgenommen. Neben Gottlieb als Leonore singen Erna Berger, Willi Domgraf-Fassbaender, Walter Gossmann und Marcel Wittrisch (Dirigent: Fritz Zweig. Electrola DB 4417).